# Hale America National Open Golf Tournament
O Hale America National Open Golf Tournament foi uma competição de golfe profissional do PGA Tour, realizada uma vez, em 1942. O Ben Hogan foi o vencedor da competição, com 271 tacadas, 17 abaixo do par, e três tacadas de vantagem sobre o vice Jimmy Demaret.

## Campeão
- 1942: Ben Hogan